# Bdín
Bdín (Duits: Bdin of Wacht) is een Tsjechische gemeente in de regio Midden-Bohemen en maakt deel uit van het district Rakovník, op 7,5 km afstand van Nové Strašecí.
Bdín telt 73 inwoners (2023).

## Geschiedenis

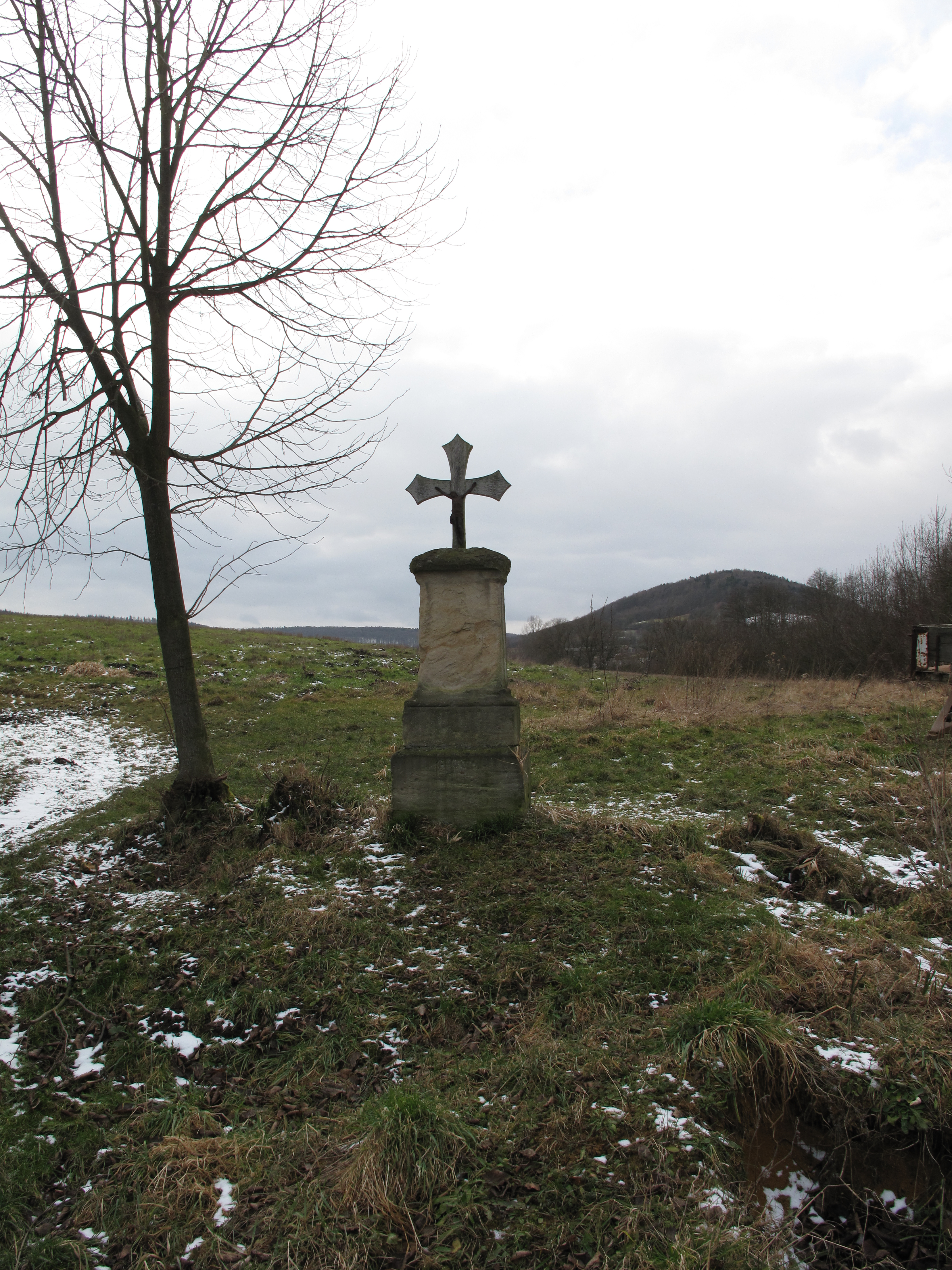
Gedenkteken

Het dorp werd voor het eerst vermeld in 1318, toen Jan van Bdín (Jan de Ptyna) het dorp bezocht. De naam is afgeleid van de persoonsnaam Bda en betekent landgoed, hof.
Op de weg tussen Bdín en Srbeč werd op 18 april 1945 een vrachtwagen aangevallen vanuit een loods. De bestuurder kwam om het leven en twee andere inzittenden raakten gewond. Op de plaats van de aanslag staat een gedenkteken.
Sinds 2003 is Bdín een zelfstandige gemeente binnen het district Rakovník.

## Verkeer en vervoer

### Buslijnen
De volgende buslijnen halteren in Bdín:
- 583 Milý - Bor - Mšec - Nové Strašecí
- 628 Řevničov - Mšec - Kladno

## Galerij

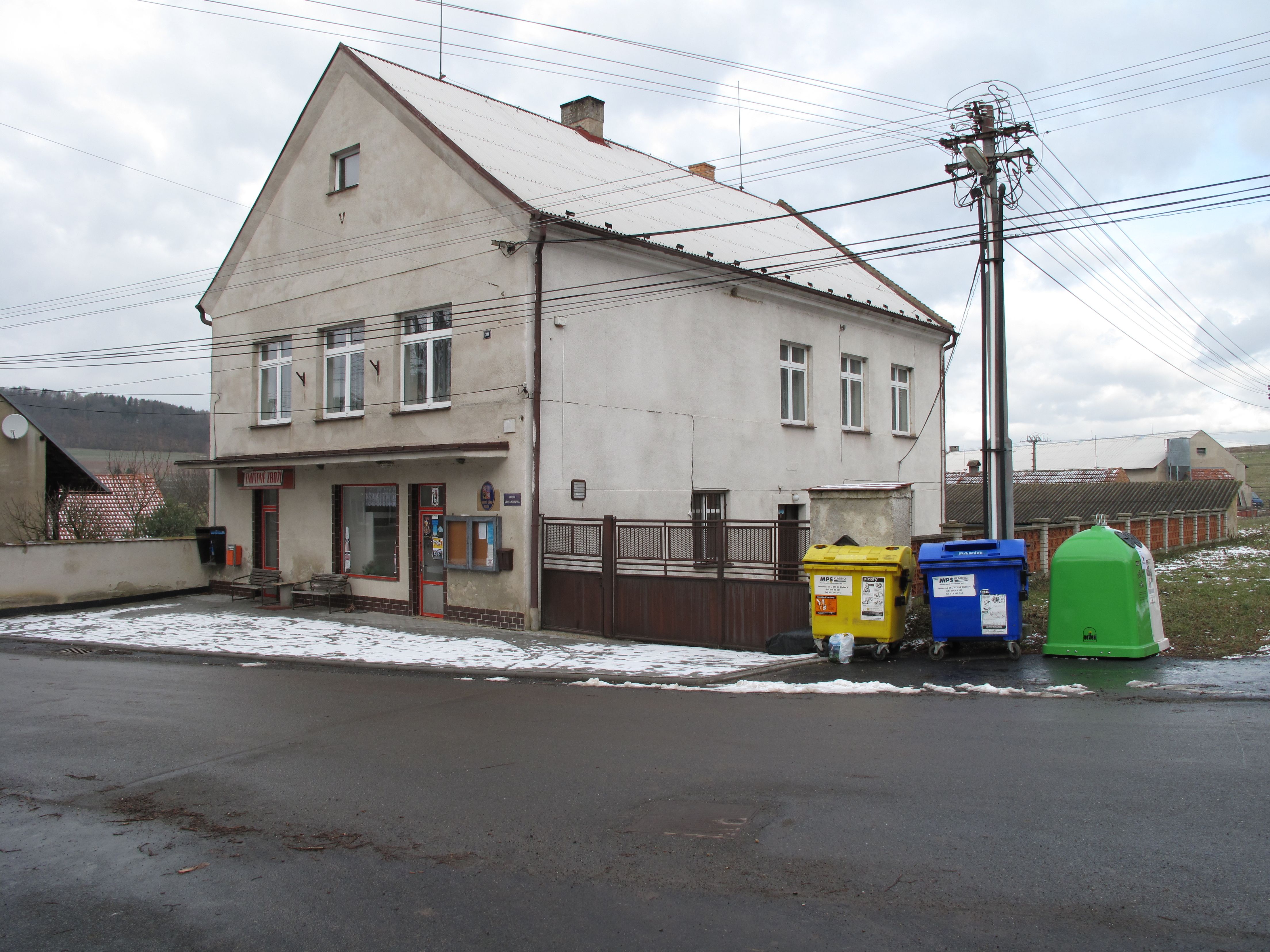
Gemeentehuis
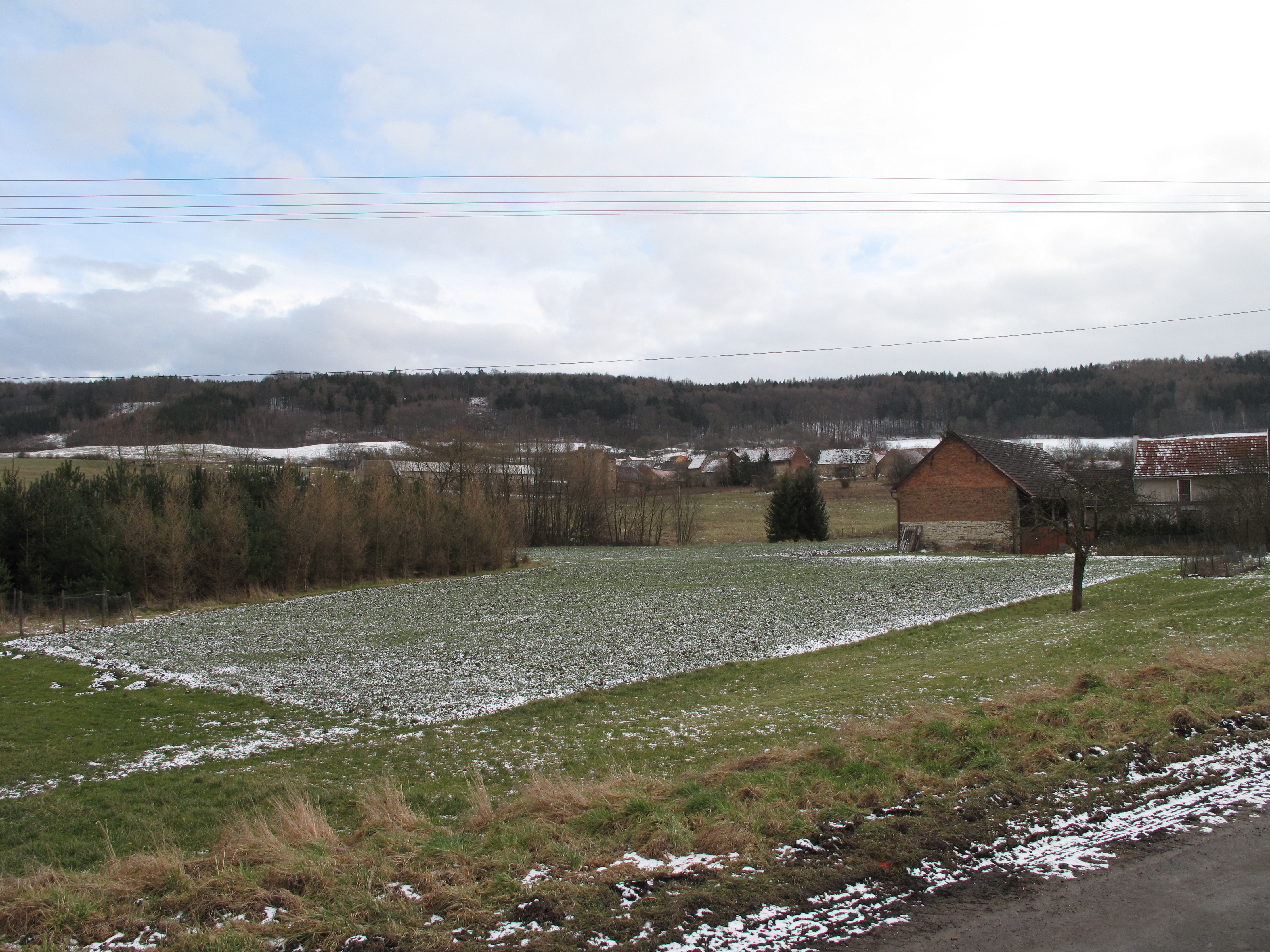
Akkerbouw nabij Bdín
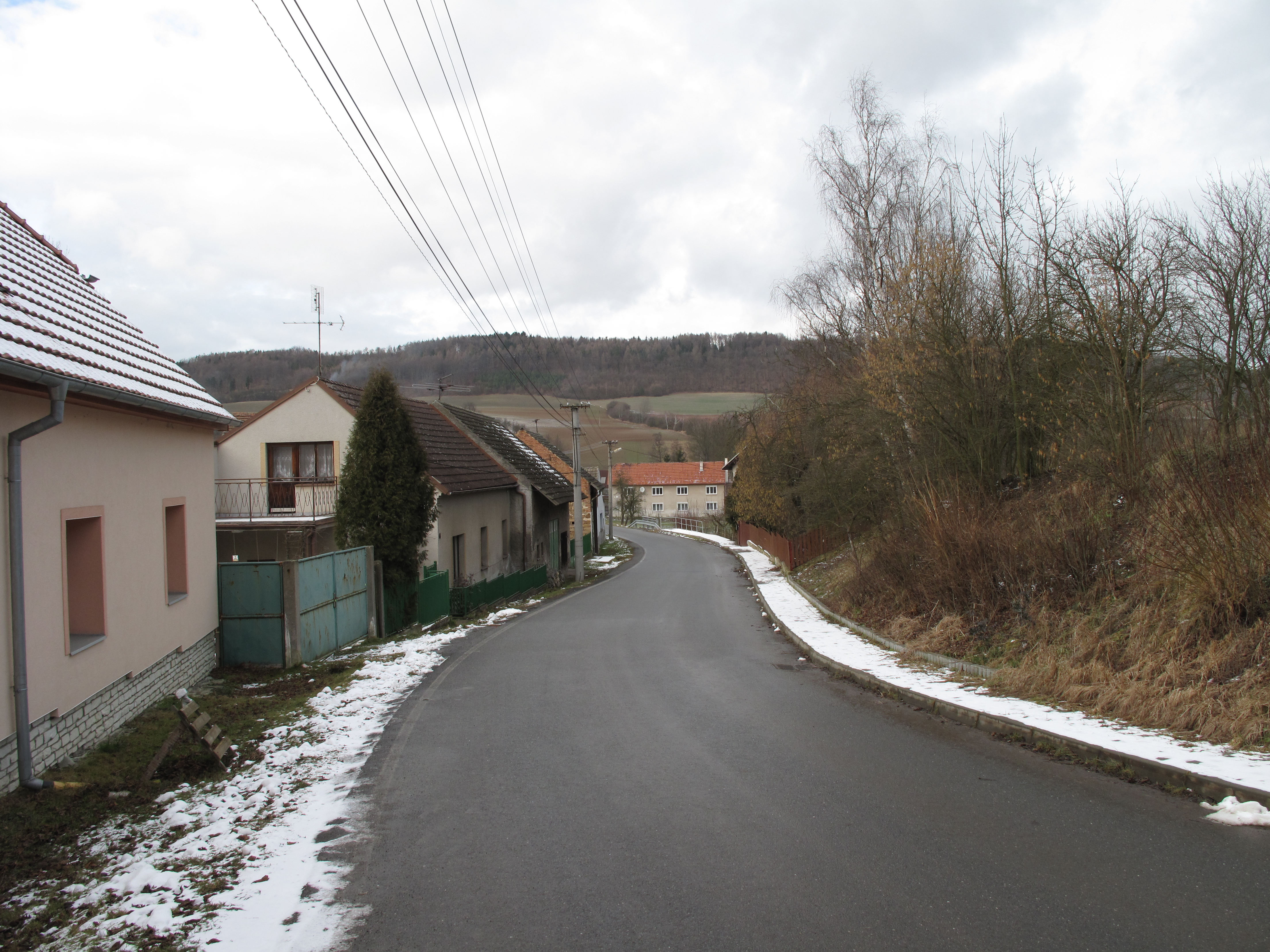
Straat in Bdín
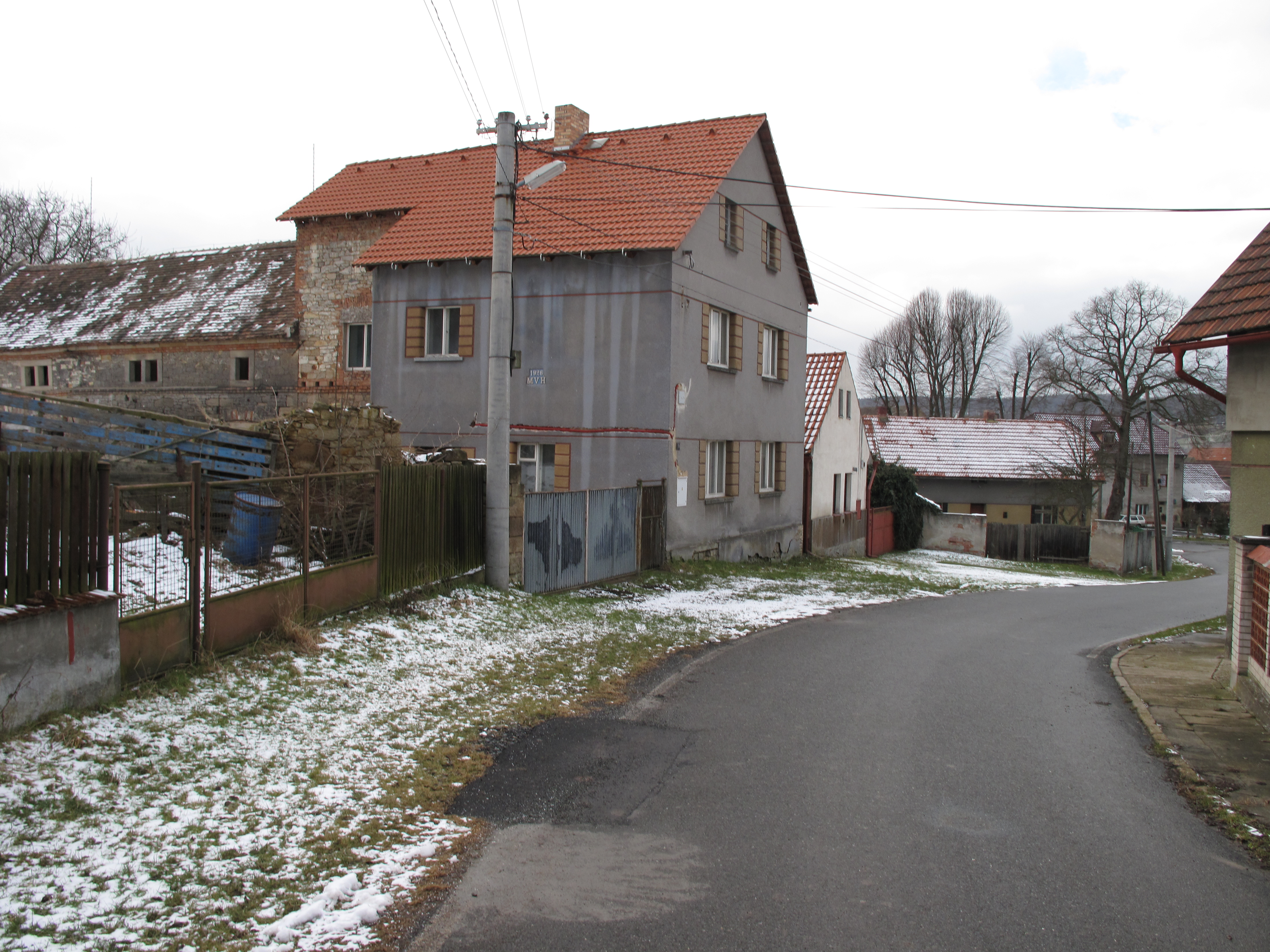
Straat op de heuvel
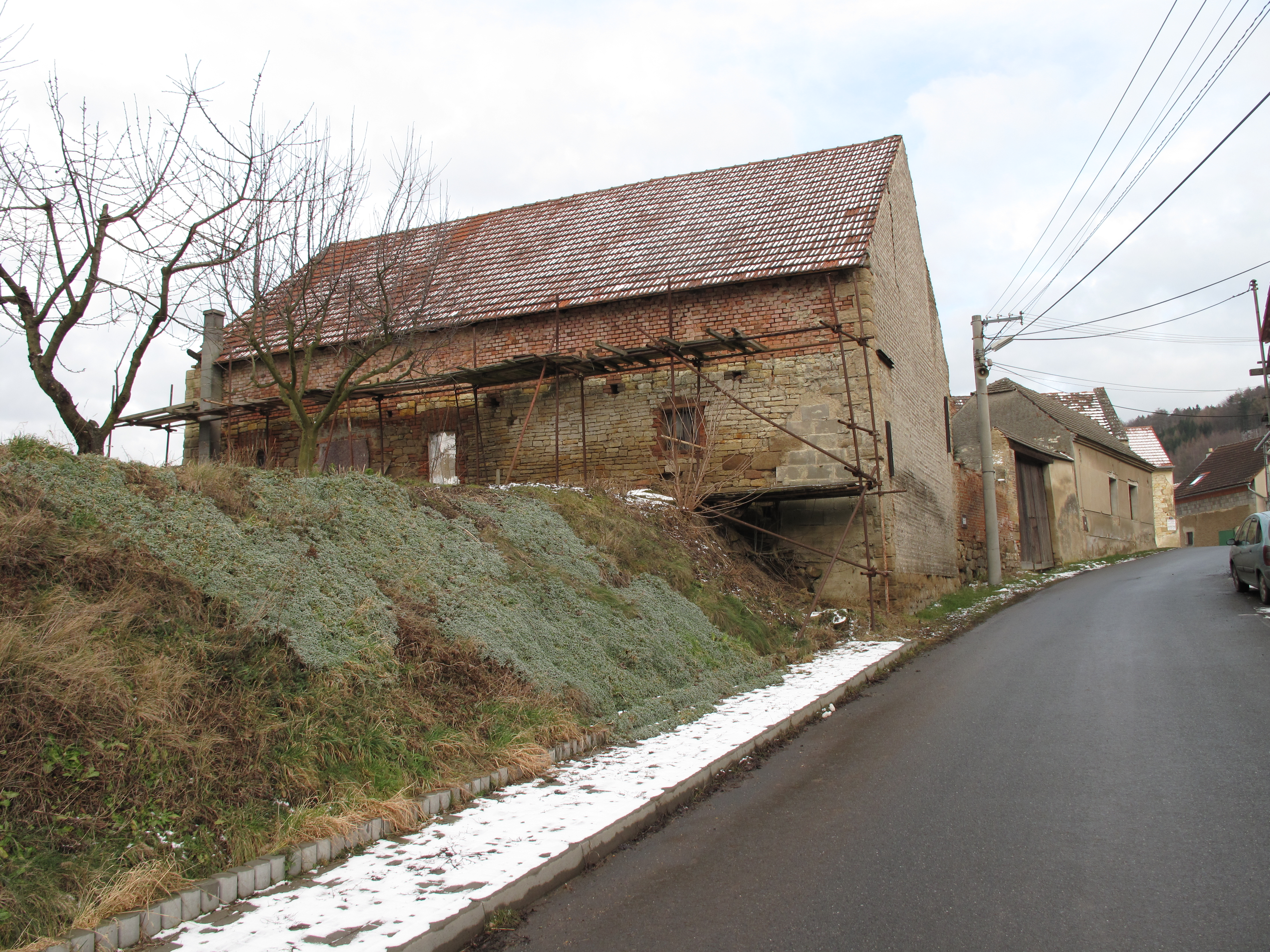
Oud huis langs de heuvel